# Paranormal Entity
Paranormal Entity es una película de terror sobrenatural americana de 2009 escrita, dirigida y protagonizada por Shane Van Dyke y producida por The Asylum en 2009. Es una de las muchas películas denominadas como un "Mockbuster", una película diseñada para capitalizar el éxito de otra más popular. Paranormal Entity es una imitación de la exitosa película de terror de bajo presupuesto Paranormal Activity.
La película fue seguida por las secuelas indirectas, 8213: Gacy House (también conocida como Paranormal Entity 2) en 2010, Anneliese: The Exorcist Tapes (también conocida como Paranormal Entity 3) en 2011 y 100 Ghost Street: The Return of Richard Speck (también conocida como Paranormal Entity 4) en 2012.

## Reparto
- Shane Van Dyke como Thomas Finley.
- Erin Marie Hogan como Samantha Finley.
- Fia Perera como Ellen Finley.
- Norman Saleet como Dr. Edgar Lauren